# Pleiocarpidia magnifolia
Pleiocarpidia magnifolia är en måreväxtart som beskrevs av Cornelis Eliza Bertus Bremekamp. Pleiocarpidia magnifolia ingår i släktet Pleiocarpidia och familjen måreväxter. Inga underarter finns listade i Catalogue of Life.